# 小日向謙一
小日向 謙一（おびなた けんいち、1968年1月17日 - ）は、ボート競技（現ローイング競技）アトランタオリンピック代表、歯科医師。

## 来歴
東京都生まれ。新潟県立高田高等学校を経て1986年新潟大学歯学部入学とともにボートを始める。1992年（当時、大学院生）に全日本選手権、全日本大学選手権、全日本軽量級選手権の史上初3冠達成。全日本選手権では続く1993年、1994年と3連覇。1993年、ユニバーシアード軽量級シングルスカル4位。1994年、杉藤洋志と組んだ世界選手権軽量級ダブルスカル11位、アジア大会軽量級ダブルスカルでは中国を破り、3大会ぶり唯一の金メダルを獲得する。1996年、長谷等(日本大学卒、中部電力)と組んだアトランタオリンピック男子軽量級ダブルスカル15位。日本オリンピック史上、医師または歯科医師免許と博士号を有してのオリンピック出場は他に例がない（その後、室伏広治が博士号を有して北京オリンピックに出場している）。現在は北海道大学病院勤務。